# Prima materia
Materia prima o prima materia è un termine latino che significa «materia prima», traducibile anche come «materia primordiale», «originaria», ricorrente in filosofia e in alchimia. 
Esso identifica quel sostrato fondamentale da cui si sarebbe originata la composizione della realtà materiale nei suoi più diversi aspetti, e che gli antichi filosofi greci chiamavano archè.

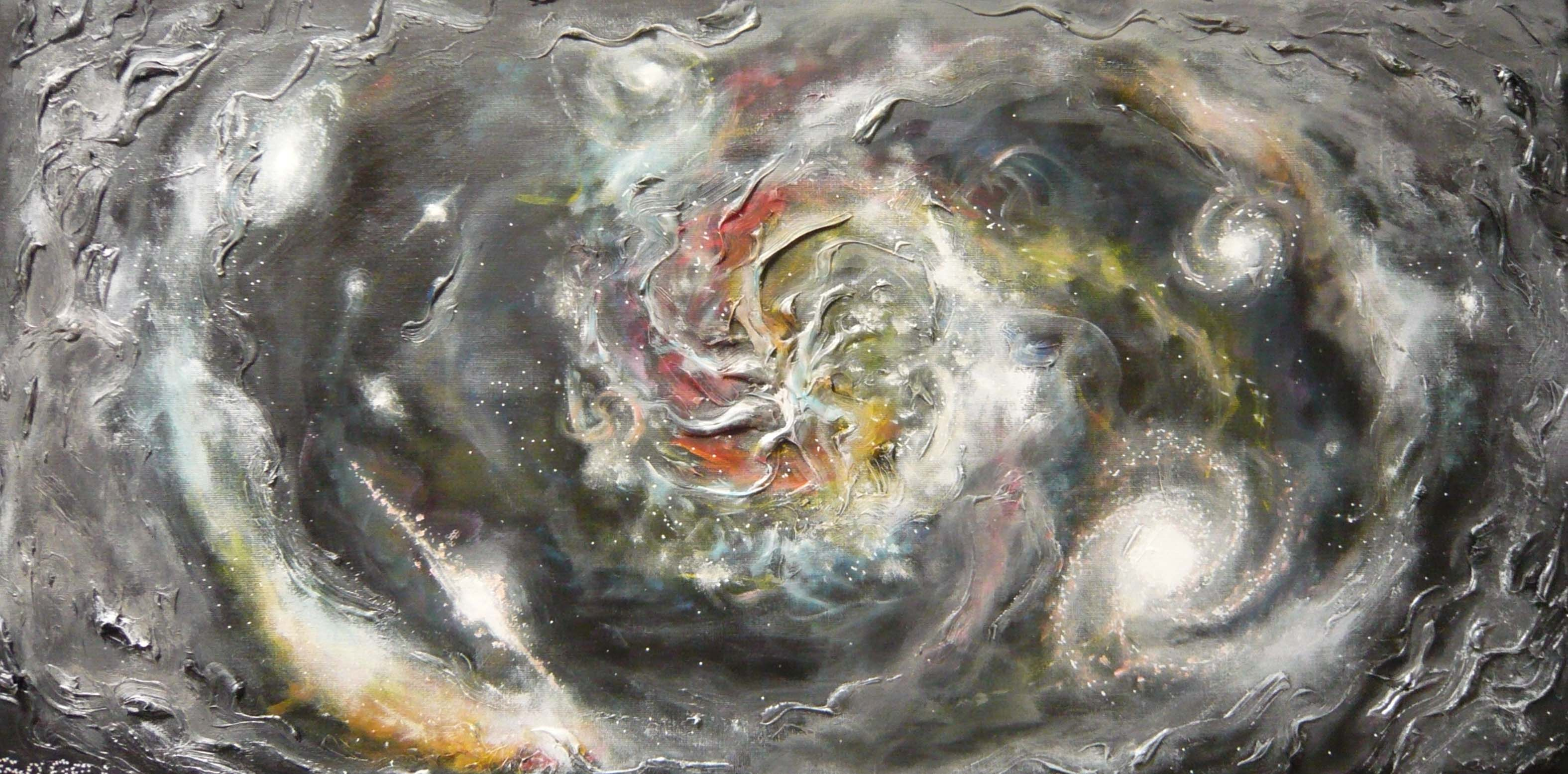
Raffigurazione artistica della sostanza mitologica la cui conflagrazione ha dato origine alla materia.

## Storia del concetto
Il termine risale ad Aristotele, il quale insegnava che le realtà concrete sono costituite dalla materia (hyle) e dalla forma (morphé), da cui il vocabolo «ilemorfismo». La materia arcaica o primordiale, ancora allo stato informe, era da lui chiamata πρώτη ὕλη (pròtê hùlê); quest'espressione è stata appunto tradotta in latino come materia prima.
Il termine ha assunto una particolare rilevanza all'interno della scolastica medievale. In quanto sinonimo di essenza è stato così utilizzato anche in alchimia.

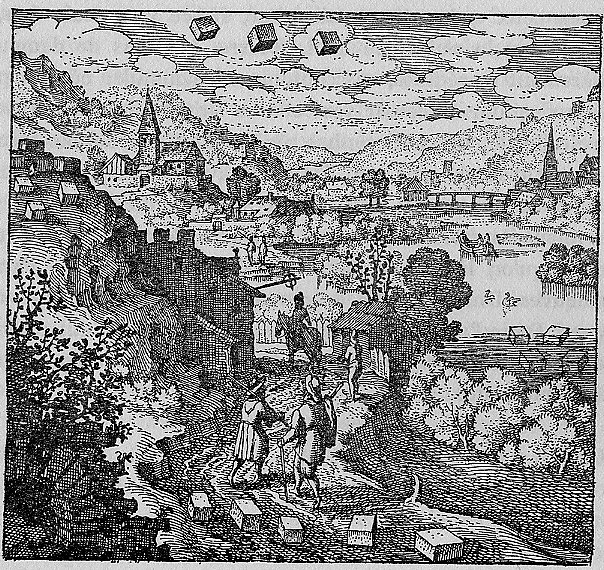
Emblema alchemico dell'Atalanta Fugiens di Michael Maier (1617), nel quale i cubi rappresentano l'onnipresenza della prima materia.

### In alchimia
Per gli alchimisti la materia prima costituiva la sostanza fondamentale e incorrotta da cui ha avuto origine il mondo, e tramite la quale diventava possibile operare qualsiasi trasmutazione di sorta, riducendo ogni materiale a questa sua matrice originaria secondo il motto latino solve et coagula («sciogli e condensa»), ovvero dissolvendolo per poi ricomporlo in una forma più nobile.
Nella materia prima consisteva pertanto il segreto della pietra filosofale.
Per produrre quest'ultima, seguendo in particolare la cosiddetta «via umida», la materia prima poteva invece significare, in alternativa, il materiale di partenza della Grande Opera alchemica, dal quale occorreva separare, tramite sublimazione, due tipologie di nature, ignea e mercuriale, associate rispettivamente al Sole e alla Luna (fase della nigredo), per poi ricongiungerle in parti uguali e celebrare il matrimonio chimico (albedo). Dalla loro unione sarebbe nato il «bambino», ovvero la pietra rossa, capace di convertire i metalli vili in oro (rubedo).
Gli alchimisti, al riguardo, identificarono la materia prima con le sostanze più diverse, attribuendovi anche molteplici nomi, spesso criptici. Nel Medioevo, tradizionalmente, la si individuava nell'antimonio, ma poteva risultare indicata anche l'urina dei bambini, l'acqua piovana, il mercurio, il sangue, la rugiada, la celidonia, il muschio, la drosera, il piombo, il miele, l'aceto, il cinabro, ecc. sebbene tali termini avessero più che altro un significato allegorico ed è probabile che non si riferissero in realtà ad un composto specifico.
Tommaso d'Aquino ad esempio parlava di un'«acqua remota»:
(Tommaso d'Aquino, Trattato sulla pietra filosofale, cap. IV)
Altri nomi dati alla materia prima potevano essere: Azoth, Spirito, Anima mundi, Adamo, lapis philosophorum, Eva, acqua vitae, veleno, Vergine, serpente, microcosmo, ecc.
Nella tradizione ermetica si fa riferimento all'etere come la materia prima di natura sottile che ha dato luogo ai quattro elementi di cui è fatta la natura: fuoco, aria, acqua e terra.